# Stade Lyes-Imam
 (mars 2025).
Si vous disposez d'ouvrages ou d'articles de référence ou si vous connaissez des sites web de qualité traitant du thème abordé ici, merci de compléter l'article en donnant les références utiles à sa vérifiabilité et en les liant à la section « Notes et références ».
Le stade Lyes-Imam (en arabe : ملعب إلياس إمام) est un stade de football situé dans la ville algérienne de Médéa. Il est le stade principal de l’Olympique de Médéa.